# Gregory J. W. Urwin

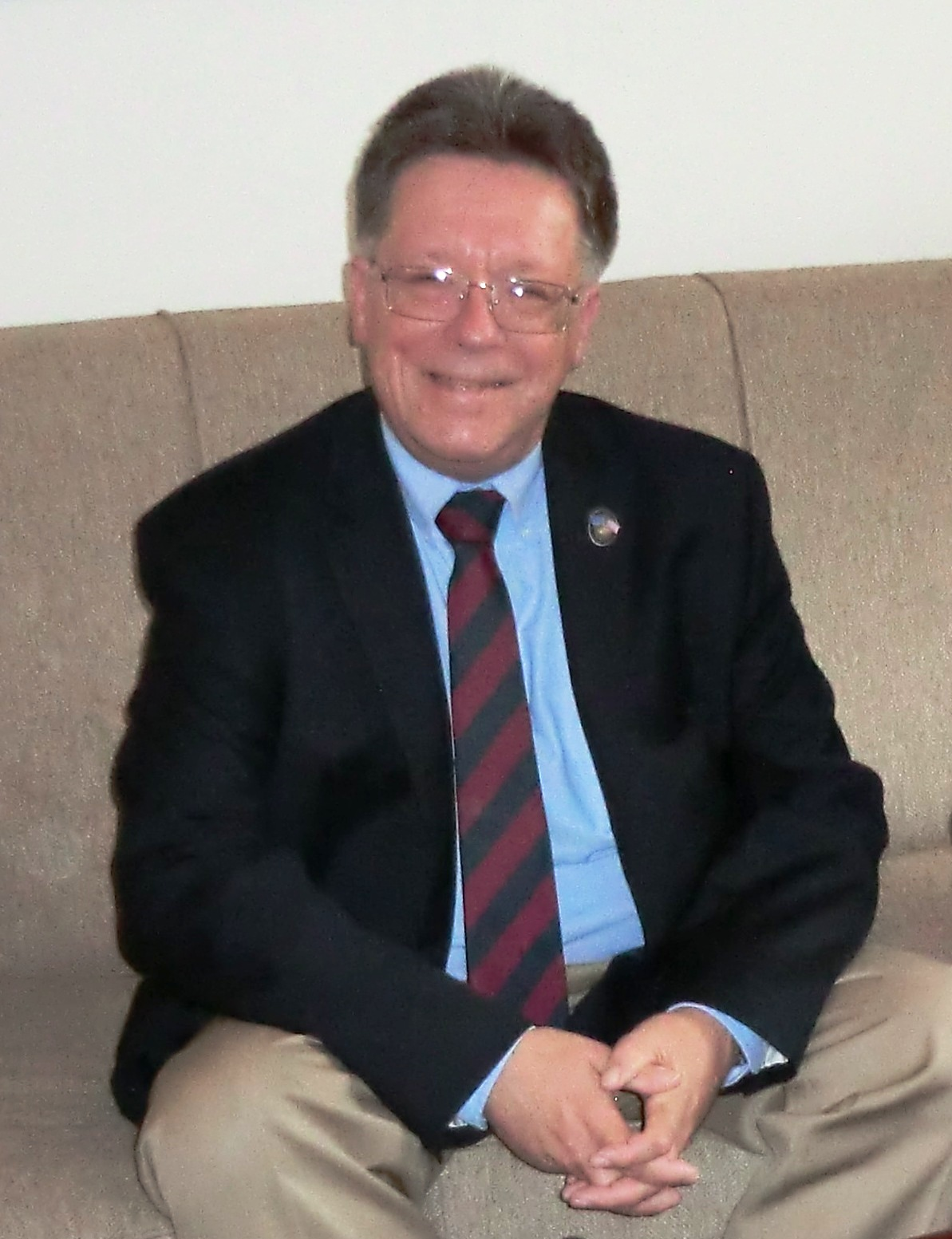
Gregory J. W. Urwin, 2019

Gregory J. W. Urwin (* 11. Juli 1955 in Cleveland, Ohio) ist ein US-amerikanischer Militärhistoriker. Er ist Professor für Geschichte an der Temple University.

## Leben
Urwin studierte am Borromeo College in Ohio mit dem Bachelor-Abschluss summa cum laude 1977. Er hat Master-Abschlüsse von der John Carroll University (1979) und der University of Notre Dame (1981), an der er 1984 promoviert wurde (The Defenders on Wake Island). Während dieser Zeit war er auch Geschichtslehrer am St. Mary of the Plains College in Kansas. Ab 1984 war er Assistant Professor an der University of Central Arkansas (UCA), an der er 1988 Associate Professor wurde und 1994 eine volle Professur erhielt. 1999 wurde er Professor an der Temple University. 2014 hielt er die Harmon Memorial Lecture in Military History an der United States Air Force Academy in Colorado Springs.

## Werk
Er befasst sich mit amerikanischer und britischer Militärgeschichte, besonders Amerikanischer Bürgerkrieg, Amerikanischer Unabhängigkeitskrieg und Zweiter Weltkrieg, wobei er zunehmend den Schwerpunkt auf soziale Aspekte legte.
Seine Dissertation befasste sich mit der Verteidigung des Wake-Atolls im Dezember 1941 durch das United States Marine Corps gegen die Japaner (Schlacht um Wake) und später dem Schicksal der überlebenden US-amerikanischen Marineinfanteristen in japanischer Gefangenschaft. Für diese Untersuchungen erhielt er 1998 den General Wallace M. Greene Jr. Award der Marine Corps Heritage Foundation. Er war auch Berater am Dokumentarfilm Wake Island: Alamo of the Pacific  (2003), in dem er auch auftritt. Außerdem wirkte er in der Dokumentarfilmreihe The last days of World War II von 2005 mit (neben anderen Historikern wie Max Hastings, ausgestrahlt im History Channel) und am Dokumentarfilm The Color Bearers (2008). Auf dem Gebiet des Amerikanischen Bürgerkriegs befasste er sich unter anderem mit George Armstrong Custers Bürgerkriegskarriere und Rassenkonflikten in den Armeen der Nord- und Südstaaten, auf dem Gebiet des Amerikanischen Unabhängigkeitskriegs mit der Sozialgeschichte der britischen Invasion von Virginia 1781.
Urwin ist Herausgeber der Reihe Campaigns and Commanders der University of Oklahoma Press. Er ist aktiv in der Reenactment-Bewegung, sowohl in Bezug auf den Amerikanischen Bürgerkrieg, wo er bis 1999 die Rolle eines Nordstaaten-Offiziers in der Frontier Brigade hatte und zum Beispiel im Spielfilm Glory als Nordstaaten-Offizier mitwirkte und historischer Berater war, als auch ab 2002 des Amerikanischen Unabhängigkeitskriegs (einen britischen Offizier der Royal Welch Fusiliers personifizierend).

## Ehrungen und Mitgliedschaften
Urwin ist von 2013 bis 2015 Präsident der Society for Military History. Er erhielt 1997 den Harold L. Peterson Award der Eastern National Park and Monuments Association (benannt nach dem Chef-Kurator des National Park Service und Historiker Harold L. Peterson (1922–1978)) für seinen Aufsatz We Cannot Treat Negroes . . . as Prisoners of War von 1996. 2004 hielt er die George Bancroft Memorial Lecture an der United States Naval Academy.

## Schriften
Bücher:
- Victory in Defeat: The Wake Island Defenders in Captivity, 1941–1945, Annapolis: Naval Institute Press, 2010.
- Herausgeber: Black Flag over Dixie: Racial Atrocities and Reprisals in the Civil War, Carbondale: Southern Illinois University Press, 2004
- Herausgeber mit Cathy Kunzinger Urwin von A. F. Sperry: History of the 33d Iowa Infantry Volunteer Regiment, 1863-6, Fayetteville: University of Arkansas Press, 1999
- Facing Fearful Odds: The Siege of Wake Island, Lincoln: University of Nebraska Press, 1997, Paperback 2002
- Wake Island in World War II: An Annotated Bibliography, U.S. Army Space and Strategic Defense Command 1996.
- The United States Infantry: An Illustrated History, 1775–1918, University of Oklahoma Press 1988, 2000
- Herausgeber mit Roberta E. Fagan: Custer and His Times: Book Three, University of Central Arkansas Press 1987
- The United States Cavalry: An Illustrated History, Blandford Press 1983, Red River Books 2003
- Custer Victorious: The Civil War Battles of General George Armstrong Custer, New Jersey: Fairleigh Dickinson University Press, 1983, Paperback 1990; Nachdruck., New York: Blue & Grey Press, 1996.

Einige Aufsätze und Buchbeiträge:
- When Freedom Wore a Red Coat: How Cornwallis 1781 Campaign Threatened the Revolution in Virginia, Army History: The Professional Bulletin of Army History 20, Sommer 2008, S. 6–23.
- Cornwallis and the Slaves of Virginia: A New Look at the Yorktown Campaign, in John A. Lynn (Hrsg.), ACTA, International Commission of Military History, XXVIII Congress: Coming to the Americas, 2003
- Poison Spring and Jenkins' Ferry: Racial Atrocities during the Camden Expedition, in Mark K. Chris (Hrsg.) „All Cut to Pieces and Gone to Hell“: The Civil War, Race Relations, and the Battle of Poison Spring, Little Rock: Butler Center for Arkansas Studies and August House, 2003
- The Army of the Constitution: The Historical Context, in Max G. Manwaring (Hrsg.), . . . To Insure Domestic Tranquility, Provide for the Common Defense . . .: Papers from the Conference on Homeland Protection 2000, Pennsylvania: Strategic Studies Institute, U.S. Army War College, 2000, S. 27–62.
- The Defenders of Wake Island and Their Two Wars, 1941–1945, Prologue: Quarterly of the National Archives, Winter 1991, S. 368–381
- „The Lord Has Not Forsaken Me and I Won't Forsake Him“: Religion in Frederick Steele's Union Army, Arkansas Historical Quarterly, Band 52, 1993, S. 318–340
- Custer: The Civil War Years, in Paul A. Hutton (Hrsg.), The Custer Reader, University of Nebraska Press 1992, S. 7–32
- „We Cannot Treat Negroes . . . as Prisoners of War“: Racial Atrocities and Reprisals in Civil War Arkansas, Civil War History, Band 42, 1996, S. 193–210